# Erich Kleiber
Erich Kleiber (Vienna, 5 agosto 1890 – Zurigo, 27 gennaio 1956) è stato un direttore d'orchestra e compositore austriaco.
Era padre di Carlos Kleiber, anch'egli celebre direttore d'orchestra.

## Biografia
Studiò arte, filosofia e storia all'Università di Praga. Iniziò lo studio del pianoforte da solo, senza maestri e in seguito fu ammesso al Conservatorio di Praga. Debuttò nel 1911 al Teatro nazionale di Praga. 
Fu direttore all'opera di Darmstadt (1912-1919), a Barmen-Elberfeld (1919-1921) dove nel 1919 diresse la prima di Gaudeamus: Szenen aus dem deutschen Studentenleben di Engelbert Humperdinck, a Düsseldorf (1921-1922) e a Mannheim (1922-1923). Nel 1923 fu nominato Direttore musicale generale della Staatsoper Unter den Linden fino al 1934. 
Erich Kleiber fu noto per le sue interpretazioni delle opere sinfoniche e liriche di repertorio, ma anche per le opere contemporanee. Diresse la prima esecuzione dell'opera Wozzeck di Alban Berg nel dicembre del 1925. Nel 1926, mentre era direttore ospite presso il Teatro Colón di Buenos Aires, conobbe e sposò Ruth Goodrich, americana dell'Iowa che lavorava per l'ambasciata degli Stati Uniti in Argentina. Per protestare contro il regime nazista ed il bando dell'opera Lulu di Alban Berg come "arte degenerata", in aperto contrasto con le autorità, lasciò Berlino e si spostò con la famiglia nella residenza estiva nei pressi di Salisburgo; quando l'Austria nel 1938 fu annessa alla Germania, i Kleiber si trasferirono in Svizzera a Lugano. Lasciarono in seguito l'Europa per gli Stati Uniti per poi giungere nel 1940 in Argentina nella provincia di Córdoba. Kleiber diresse regolarmente al Teatro Colón dal 1936 al 1949 e diventò cittadino argentino nel 1938. Avendo già diretto al Covent Garden di Londra ci tornò dal 1950 al 1953. Nel 1954 si trasferì volontariamente a Berlino Est dove gli fu proposta nuovamente la direzione dell'opera di Stato di Berlino. Nel 1955 a Dresda diresse Il franco cacciatore; la sua direzione non ottenne l'approvazione delle autorità e in seguito, in pieno disaccordo con il regime comunista, rifiutò ogni incarico e abbandonò la Germania.

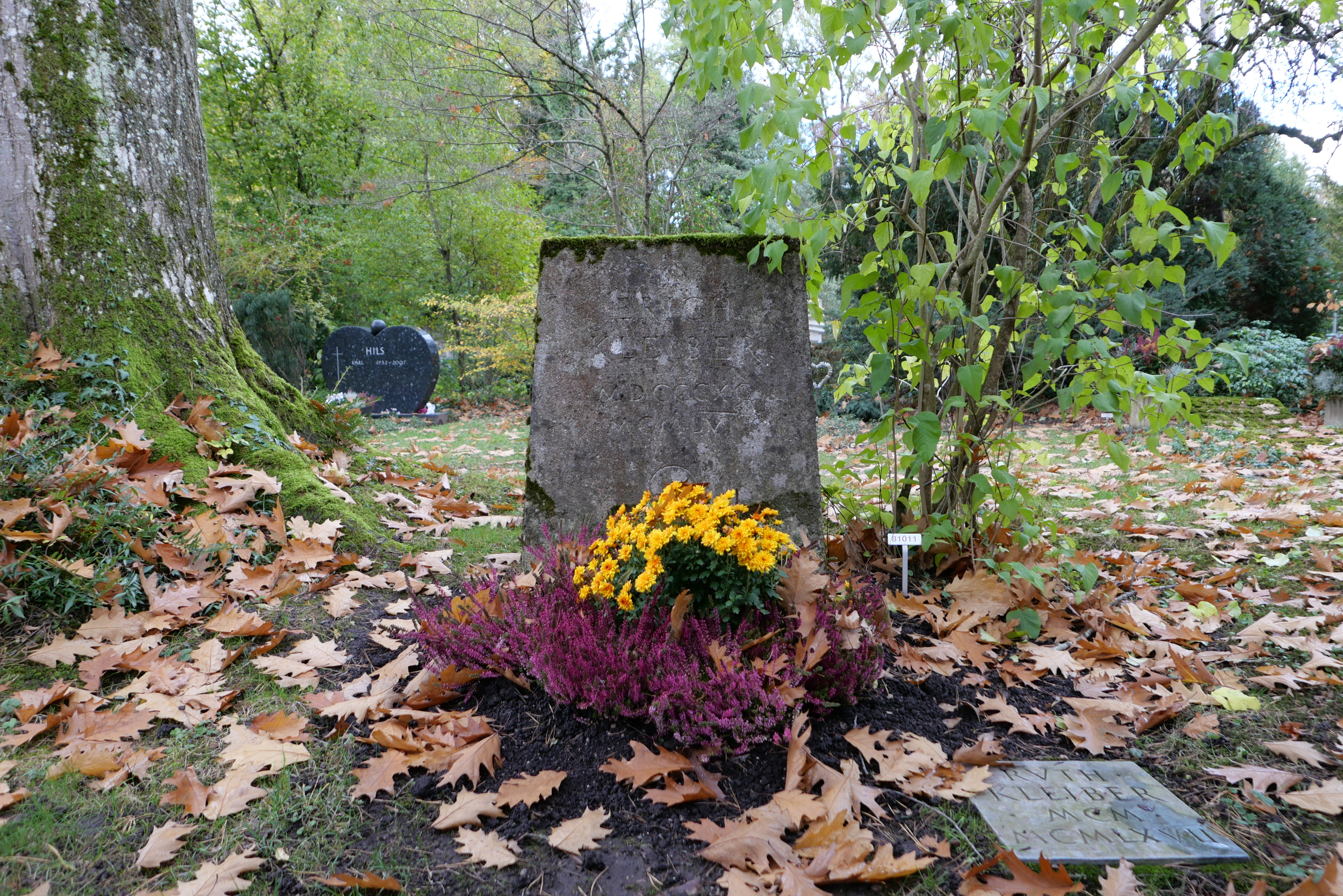
La tomba di Kleiber e di sua moglie nel cimitero di Hönggerberg a Zurigo.

Morì il 27 gennaio 1956, giorno del duecentesimo anniversario della nascita di Mozart, in una camera del Grand Hotel Dolder di Zurigo per un attacco cardiaco.
Erich Kleiber fu anche compositore. Tra le sue opere ci sono concerto per violino ed orchestra, un concerto per pianoforte ed orchestra, variazioni per orchestra, capriccio per orchestra e numerose musiche cameristiche.
È noto che Kleiber non fece nulla per incoraggiare le inclinazioni musicali dei figli, Veronica e Carlos. Quando quest'ultimo, a diciott'anni, gli manifestò l'intenzione di diventare a sua volta un direttore d'orchestra, egli commentò laconicamente che "un solo Kleiber era sufficiente." Dopo aver inutilmente tentato di avviare il giovane agli studi universitari di chimica, ne riconobbe il grande talento.

## Discografia parziale
- Beethoven: Symphonies Nos. 3 & 5 - Erich Kleiber/Orchestra reale del Concertgebouw, 1953 Decca
- Beethoven: Symphonie No. 9 - Erich Kleiber/Hilde Gueden/Wiener Philharmoniker, Disques Dom
- Beethoven: Fidelio - Erich Kleiber/Hans Braun/Gottlob Frick/Ingeborg Wenglor/Erich Kleiber/Hans Hopf/Gerhard Unger/Paul Schoffler/Cologne Radio Chorus/Cologne Radio Symphony Orchestra/Birgit Nilsson, 1956 Capriccio/Opera d'Oro
- Beethoven: Symphony No.6 In F-Dur, Op. 68 Pastorale - Mozart: Symphony No. 33 KV 319 - Erich Kleiber/Royal Concertgebouw Orchestra/WDR Symphony Orchestra, Disques Dom
- Mozart, Nozze di Figaro - E. Kleiber/Gueden/Danco/Siepi, 1955 Decca
- Strauss, R.: Cavaliere della rosa - E. Kleiber/Reining/Weber/Gueden, 1954 Decca
- Verdi: I Vespri Siciliani - Erich Kleiber/Maria Callas/Boris Christoff, Opera d'Oro
- Weber: Der Freischütz - Alfred Poell/Hans Hopf/Heiner Horn/Richard Münch/Max Proebstl/Rita Streich/Cologne Radio Symphony Orchestra/Cologne Radio Chorus/Erich Kleiber/Kurt Böhme/Kurt Marschner/Elisabeth Grümmer, 1955 Capriccio/Opera d'Oro
- Erich Kleiber: Great Conductors of the 20th Century, EMI
- Kleiber (Erich), Tutte le registrazioni Decca 1949-1955 - CGO/WPO/LPO/Köln RfO, 2015 Decca